# Pilot (Breaking Bad)
O episódio piloto (intitulado "Breaking Bad" nos lançamentos em DVD e Blu-ray) da série televisiva de drama norte-americana Breaking Bad é o primeiro episódio da mesma e dá início à sua primeira temporada. O episódio, que foi escrito e dirigido pelo próprio criador da série e showrunner Vince Gilligan, foi ao ar pela primeira vez no dia 20 de janeiro de 2008 através do canal de televisão AMC.

## Enredo
Walter White é um professor de química do ensino médio que vive em Albuquerque, Novo México, com sua esposa gestante Skyler e seu filho adolescente Walter Jr., que possui paralisia cerebral. Walt complementa seu baixo salário de professor trabalhando meio período em um lava-jato local, onde acaba sendo humilhado por dois de seus alunos. No seu aniversário de 50 anos, Walt volta para casa onde é recepcionado com uma festa surpresa organizada por Skyler. No dia seguinte, ele desmaia no lava-jato e é socorrido de ambulância para o hospital, onde lhe dizem que ele desenvolveu um câncer de pulmão inoperável e que tem uma expectativa de vida de, no máximo, dois anos. Walt opta por esconder essas notícias de sua família e da irmã de Skyler, Marie Schrader e seu marido Hank, um agente da DEA.
Após retornar ao trabalho no lava-jato, Walt subitamente ataca seu chefe e se demite do emprego. Tendo anteriormente assistido à uma reportagem mostrando uma grande quantidade de dinheiro recuperado de uma das apreensões de drogas de Hank, Walt aceita uma oferta anterior de dar um passeio com ele enquanto este e o seu parceiro Steven Gomez invadem um conhecido laboratório de metanfetamina. Enquanto os agentes da DEA limpam a casa, Walt observa seu ex-aluno, Jesse Pinkman, saindo pela janela dos fundos. Mais tarde, Walt localiza o endereço de Jesse e o chantageia para ajudá-lo a produzir metanfetamina sem revelar o porquê. Walt economiza seu salário permitindo que Jesse compre um RV Fleetwood Bounder para usar como um laboratório móvel. Walt então rouba suprimentos do laboratório de química do ensino médio necessários para o processo.
Walt e Jesse dirigem o trailer pelo deserto e começam a cozinhar. A experiência de Walt em química permite que eles criem a metanfetamina que Jesse afirma ser a mais pura que ele já viu. Jesse volta à cidade para mostrar uma amostra do produto ao seu distribuidor, Krazy-8 Molina. Ele percebe tardiamente que Krazy-8 é primo de Emilio Koyama, seu parceiro que foi preso no ataque ao laboratório anterior e que agora está livre da fiança. Emilio acredita que Jesse o abandonou, mas Jesse promete provar sua lealdade, levando-os até o trailer. Quando eles conhecem Walt, Emilio o reconhece do ataque e logo acredita que ele é um informante, levando ele e Krazy-8 a manter ambos sob a mira de uma arma. Jesse tenta correr, mas tropeça, cai e bate com a cabeça em uma rocha, se nocauteando. Walt propõe um acordo pela sua vida, prometendo mostrar para eles como foi que produziu a metanfetamina. Enquanto monitoram Walt dentro do trailer, Emilio joga um cigarro aceso para o lado de fora, fazendo um arbusto pegar fogo. Walt surpreende Emilio e Krazy-8 sintetizando um gás fosfina mortal, foge do trailer e tenta manter a porta do veículo fechada, deixando Emilio e Krazy-8 inconscientes.
Ouvindo sirenes à distância, Walt rapidamente veste uma máscara de gás e coloca uma em Jesse antes de puxá-lo para o banco do passageiro do trailer, ainda cheio de fumaça de fosfina. Freneticamente Walt dirige o trailer para bem longe do arbusto em chamas. Como é mostrado in medias res no começo do episódio, Walt dirige o trailer até uma vala e sai tropeçando para fora do veículo, descartando sua máscara de gás. Acreditando que ele está prestes a ser capturado pela polícia, Walt grava uma mensagem de vídeo para sua família antes de tentar se matar com uma pistola, sem saber que a trava de segurança ainda estava ativa. Quando as sirenes começam a ficarem mais próximas, Walt fica aliviado ao descobrir que elas eram, na verdade, apenas caminhões de bombeiros respondendo ao incêndio e rapidamente esconde sua arma. Jesse acorda e se junta a Walt enquanto assistem os bombeiros passando. Os dois conseguem rebocar o trailer da vala após contratarem o serviço de um homem nativo americano com uma carregadeira frontal e depois dirigem de volta à cidade, certificando-se de que Emilio e Krazy-8 fiquem presos no trailer antes de deixá-lo na casa de Jesse. Mais tarde naquela noite, Walt volta para casa e responde os questionamentos de sua esposa demonstrando um novo vigor sexual, o que a deixa perguntando: "Walt, é você?".

## Produção e desenvolvimento
A série Breaking Bad foi criada pelo roteirista de televisão Vince Gilligan, que idealizou o ponto crucial do show como sendo a jornada do protagonista transformando-se no antagonista. Ele afirmou que "a televisão é historicamente boa em manter seus personagens em uma estase auto-imposta, de modo que os programas podem durar anos ou até décadas", disse ele. "Quando percebi isso, o próximo passo lógico era pensar: como posso fazer um show no qual o impulso fundamental é a mudança?". Ele acrescentou que seu objetivo com Walter White era transformá-lo do Sr. Chips (do romance Adeus, Mr. Chips) para o Tony Montana (do filme Scarface). 

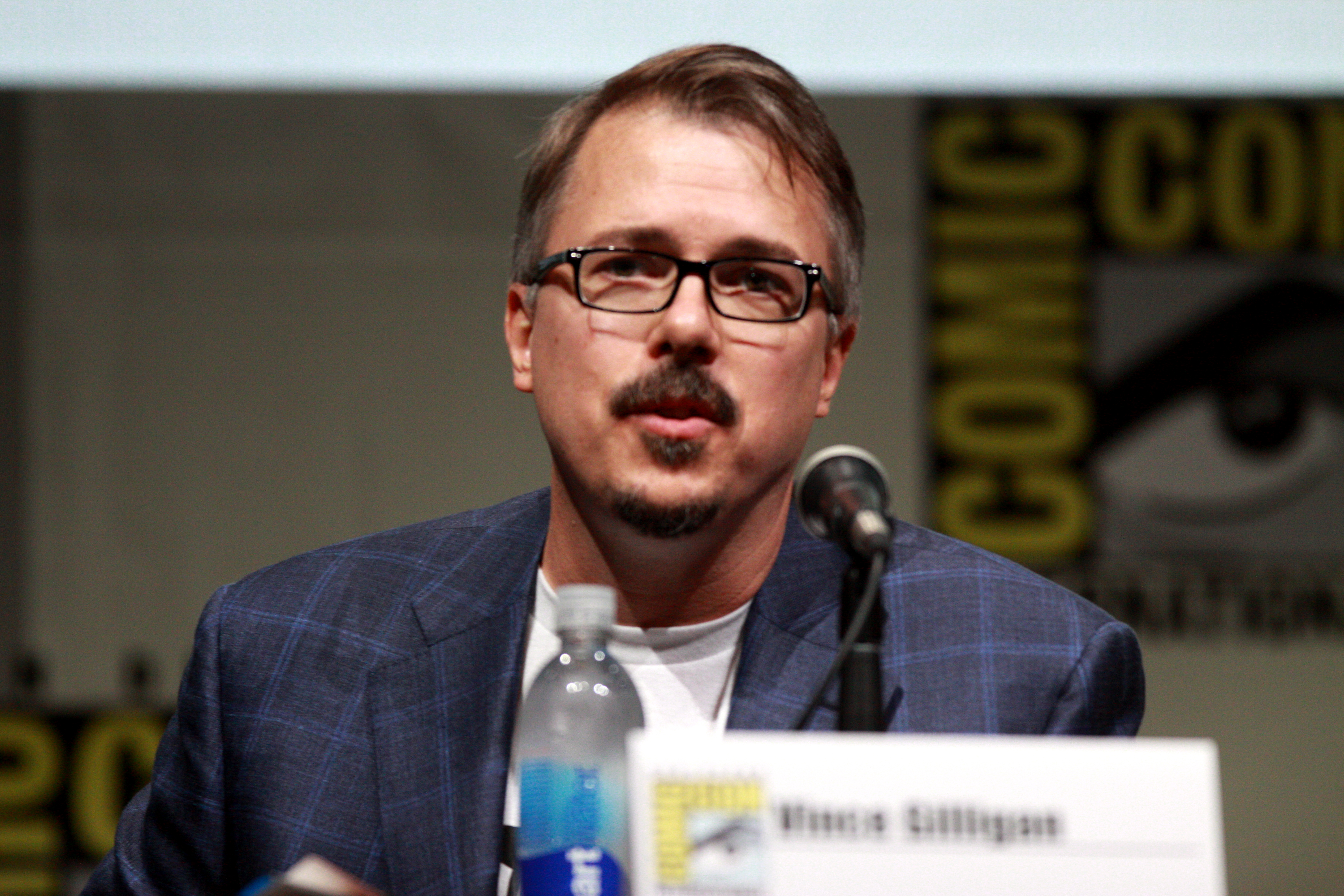
Breaking Bad foi concebido por Vince Gilligan, que se baseou no conceito de criar uma série onde o protagonista também exercesse a função de antagonista.

### Concepção
O conceito do personagem Walt como um traficante de metanfetamina foi concretizado enquanto Gilligan conversava com o seu colega e roteirista Thomas Schnauz. Durante a conversa eles brincaram que a solução do desemprego era "montar um laboratório de metanfetamina no fundo de um trailer e dirigir pelo país cozinhando metanfetamina e ganhar dinheiro." O roteiro foi originalmente ambientado em Riverside, Califórnia, mas por sugestão da Sony, a cidade de Albuquerque acabou sendo escolhida para a produção da série devido às condições financeiras favoráveis oferecidas pelo estado do Novo México, e o cenário também foi mudado para lá. porque senão "sempre teríamos que evitar as montanhas Sandia" em tiros para o leste, segundo Gilligan.

### Elenco
Gilligan escalou Bryan Cranston para interpretar o personagem Walter White por ter trabalhado com ele em um episódio da sexta temporada da série de ficção científica The X-Files, no qual Gilligan trabalhou como escritor. Cranston interpretou um anti-semita com uma doença terminal que faz o co-protagonista do seriado, Fox Mulder (David Duchovny), de refém. Gilligan disse que o personagem tinha que ser ao mesmo tempo repugnante e compreensivo, e que "Bryan sozinho era o único ator que poderia fazer isso, quem poderia fazer esse truque. E é um truque. Eu não tenho ideia de como ele faz isso". Os funcionários da AMC estavam preocupados em escalar Cranston, devido ao fato de ele ser conhecido principalmente por seu papel cômico como Hal na série Malcolm in the Middle. Os executivos ofereceram o papel aos atores John Cusack e Matthew Broderick, no entanto ambos recusaram. Depois de assistirem Cranston no episódio de The X-Files, os executivos foram convencidos a escalá-lo para o show. Para as gravações do episódio piloto, Cranston teve que ganhar dez quilos para refletir o declínio pessoal do personagem, e teve o seu cabelo tingido de marrom para mascarar seus destaques vermelhos naturais. Cranston colaborou com a figurinista Kathleen Detoro e a maquiadora Frieda Valenzuela para tornar o personagem de Walt mais agradável, comum e impotente.

## Recepção
O episódio foi recebido com críticas bastante positivas. Robert Bianco, do USA Today, elogiou o desempenho de Bryan Cranston, chamando-o de "fascinante e notável". Jonathan Storm, do Philadelphia Inquirer, elogiou o programa chamando-o de "imprevisível e estimulante". Barry Garron, do The Hollywood Reporter, descreveu a série como "suspensiva e surpreendente". Donna Bowman, do The A.V. Club, escreveu uma análise positiva citando o desempenho "hipnotizante", "niilista" e "imponente, mas impotente" de Cranston bem como o "roteiro cuidadoso de Gilligan".
Bryan Cranston recebeu o Primetime Emmy de melhor ator em uma série dramática por este episódio na sexagésima edição dos Prêmios Emmy do Primetime. Vince Gilligan foi indicado na categoria de Melhor Direção em Série de Drama e ganhou o Prêmio do Sindicato de Roteiristas da América na categoria de episódio de drama na televisão. Lynne Willingham recebeu o prêmio Emmy de Excelência em Edição de Imagem de Câmera Única para uma Série de Drama e, por fim, John Toll ganhou destaque ao ser indicado na categoria de Excelência Cinematografia Para uma Série de Câmera Única com Uma Hora de Duração.

Em 2013, Vince Gilligan lembrou que o índice de audiência do episódio havia ficado abaixo de um milhão de telespectadores. "Nós enfrentamos um grande jogo de futebol, e fomos esmagados", disse Gilligan durante um episódio do programa The Colbert Report.